# 2013年英格蘭全國羽毛球錦標賽
2013年英格蘭全國羽毛球錦標賽（English National Badminton Championships 2013），是英格蘭國內最高級別的羽毛球比賽。本屆賽事於2013年2月1日-3日在英格蘭曼彻斯特國家單車中心（The National Cycle Centre）舉行。

## 項目獎牌榜
以下為各項目的優勝者名單：
| 項目     | 金牌                        | 银牌                          | 铜牌                          |
| 男子單打 | 拉吉夫·欧斯夫               | 卡尔·巴克斯特                 | Jamie Bonsels                 |
| 男子單打 | 拉吉夫·欧斯夫               | 卡尔·巴克斯特                 | Joshua Green                  |
| 女子單打 | 莎拉·沃克                   | 方丹·米卡·查普曼              | 帕努加·里奥                   |
| 女子單打 | 莎拉·沃克                   | 方丹·米卡·查普曼              | Sarah Milne                   |
| 男子雙打 | 克里斯·兰格瑞奇 彼得·米尔斯 | 克里斯·爱德考克 马库斯·埃利斯 | 卡尔·巴克斯特 拉吉夫·欧斯夫   |
| 男子雙打 | 克里斯·兰格瑞奇 彼得·米尔斯 | 克里斯·爱德考克 马库斯·埃利斯 | Ryan McCarthy 汤姆·沃尔芬登   |
| 女子雙打 | 劳伦·史密斯 加布里·怀特     | 玛里亚纳·阿格基罗 希瑟·奥利弗 | Jessica Fletcher 艾莉莎·林姆  |
| 女子雙打 | 劳伦·史密斯 加布里·怀特     | 玛里亚纳·阿格基罗 希瑟·奥利弗 | 亚历山德拉·兰利 珍妮·沃尔沃克 |
| 混合雙打 | 克里斯·兰格瑞奇 希瑟·奥利弗 | 马库斯·埃利斯 艾莉莎·林姆     | 本·斯塔夫斯基 劳伦·史密斯     |
| 混合雙打 | 克里斯·兰格瑞奇 希瑟·奥利弗 | 马库斯·埃利斯 艾莉莎·林姆     | 克里斯·爱德考克 加布里·怀特   |